# كلية المأمون الجامعة
جامعة المأمون  وهي جامعة عراقية أهلية تأسست في 23/4/1990 بطلب من نقابة المعلمين/المركز العام في العراق. حيث تم افتتاح الجامعة على اساس الاقسام كلية التربية فقط حيث كانت تضم اقسام التاريخ والجغرافية وكان أول عام دراسي كان في موسم 1990-1991. وفي عام 1993 تم إضافة قسم علوم الحاسوب وبعد عام 2004 تم إضافة قسم القانون وقسم الترجمة وقسم أدارة الأعمال وفي عام 2005 تم إضافة اقسام الهندسة التقنية الحاسوب والقدرة الكهربائية والاتصالات وبعد عامين تم إضافة قسم علوم الحياة «تحليلات مرضية» كأول قسم طبي في الكلية. في عام 2015 تم افتتاح قسم الصيدلة فيها. تعتبر كلية المأمون من اقدم الكليات الاهلية في العراق.

## أقسام الكلية
كانت تظم في بداية التاسيس أربعة اقسـام علمية تتبع نظام كليات التربية وهي:
- قسم اللغة الإنكليزية
- قسم التاريخ
- قسم الجغرافية
- قسم اللغة العربية

ثم توالت عملية التوسع في فتح أقسام علمية أخرى ففي عام 1993 اضيف قسم علوم الحاسبات وقسم العلوم التجارية وفي عام 2004 تم فتح أقسام الترجمة والقانون وإدارة الأعمال وفي عام 2005 فتح كل من أقسام هندسة تقنيات الحاسوب وهندسة تقنيات القدرة الكهربائية وتقنيات التحليلات المرضيه. وفي عام 2009 قامت الكلية بفتح قسم هندسة الاتصالات. في عام 2015 تم افتتاح قسم الصيدلة.
ان هذا التوسع في أقسام الكلية مرافقه طوال هذه الفترة وتوسع في مبانيها وإمكاناتها وتطورها العلمي والتربوي والثقافي وفي خطة الكلية المستقبلية الوصول إلى انبثاق جامعة المأمون

## قسم اللغة الإنكليزية
تتلخص رسالة القسم بالتأكيد على تفاعل الطلبة مع اللغة الأجنبية كوسيلة لتوسيع وتعميق الخبرات الإنسانية للتعرف على خبرات الآخر وتقبله، يتم ذلك عن طريق التعامل الموضوعي مع النصوص اللغوية والأدبية المقررة.
كما يهدف القسم إلى إعداد طلاب وطالبات يتقنون استخدام اللغة الإنكليزية نطقاً وقراءة وكتابة (للعمل كمدرسين ومدرسات بعد التخرج). ولغرض إعداد طلبة القسم كمدرسين قادرين على التعامل المستقبلي كتربويين، تتضمن مناهج القسم مادة علم النفس التي تدرس في ثلاث مراحل دراسية. وإضافة إلى تدريسيي القسم ممن هم على الملاك الدائم، قام القسم بالاستعانة ببعض المحاضرين من ذوي الخبرة والاختصاص لسد الحاجة إلى تغطية المفردات الدراسية للمراحل المختلفة.
التزم القسم بالمناهج المقررة من قبل وزارة التعليم العالي والبحث العلمي لأقسام اللغة الإنكليزية في الجامعات العراقية. وقام أساتذة القسم بحثّ الطلبة على استخدام الأنترنت من خلال مطالبتهم بتقديم بعض البحوث المتعلقة بمواد علم اللغة والأدب الإنكليزي. كما قام أساتذة القسم بتجهيز بعض الأقراص المدمجة لعرض المسرحيات والروايات التي يدرسها طلبة المرحلتين الثالثة والرابعة وباللغة الأم ليتسنى للطلبة الاستماع للنطق السليم والتعود عليه.

## قسم الترجمة
تأسس قسم الترجمة في العام الدراسي 2005/2004، يهدف القسم إلى أعداد مترجمين مؤهلين تأهيلاً معرفياً ومهارياً وعلمياً وثقافياً للعمل في حقول الترجمة المختلفة سواء كانت الترجمة التحريرية بأنواعها الصحفية والعلمية والأدبية والقانونية والتجارية أو الترجمة الشفوية بأنواعها البصرية والتعاقبية والفورية وذلك لسد النقص الحاصل في احتياجات المؤسسات الرسمية ومؤسسات المجتمع المدني والقطاع الخاص من المترجمين.
إن مفردات المواد الدراسية المعتمدة في التدريس تتماثل ومفردات المواد الدراسية في أقسام الترجمة في الجامعة المستنصرية وجامعة الموصل وجامعة البصرة ويمنح المتخرج في القسم شهادة البكلوريوس آداب في الترجمة بعد أن يتم اجتيازه بنجاح المراحل الأربعة

## قسم القانون
أفتتح هذا القسم في العام الدراسي 2005/2004 وقد تخرجت عدة دورات ويواصل القسم نشاطه العلمي، حيث تم تحوير وإعادة إعمار وتجديد القاعات القديمة لقسم القانون لتكون قاعات دراسية مناسبة وملائمة في أحجامها وأشكالها، كما تم تحديث المناهج الدراسية بأضافة المواد الجديدة التي أدخلت في مناهج ومفردات قسم القانون للعام الدراسي 2009 – 2010، كمادة أصول البحث القانوني في المرحلة الثالثة ومادة التحقيق الجنائي في المرحلة الرابعة وإدخال مادة القانون الدولي باللغة الإنكليزية في المرحلة الثالثة بدلاً من مادة القانون التجاري باللغة الإنكليزية.

## الموقع الرسمي
الموقع الرسمي